# 1784
1784 (MDCCLXXXIV) je bilo prestopno leto, ki se je po gregorijanskem koledarju začelo na četrtek, po 11 dni počasnejšem julijanskem koledarju pa na ponedeljek.

## Dogodki
- december - Immanuel Kant v publikaciji Berlinische Monatsschrift objavi razpravo »Odgovor na vprašanje: Kaj je razsvetljenstvo?«

## Rojstva
- 11. maj - Urban Jarnik, slovenski jezikoslovec († 1844)
- 22. julij - Friedrich Wilhelm Bessel, nemški astronom, matematik († 1846)
- 6. oktober - Pierre Charles François Dupin, francoski matematik, inženir († 1873)

## Smrti
- 31. julij - Denis Diderot, francoski pisatelj, filozof (* 1713)
- 4. september - César-François Cassini de Thury III., francoski astronom, geograf (* 1714)
- 11. december - Anders Johan Lexell, švedsko-ruski astronom, matematik (* 1740)
- 13. december - Samuel Johnson, angleški leksikograf, pisatelj, pesnik in kritik (* 1709)